# Заслуженный работник торговли Российской Федерации
Почётное звание «Заслу́женный рабо́тник торго́вли Росси́йской Федера́ции» исключено из государственной наградной системы Российской Федерации.

## Основания для присвоения
Почётное звание «Заслуженный работник торговли Российской Федерации» присваивалось высокопрофессиональным работникам государственной, кооперативной, частной торговли, общественного питания за заслуги в развитии торговой сети, совершенствовании форм и методов торговли, обеспечении высокой культуры торгового обслуживания населения, подготовке кадров и работающим в области торговли 15 и более лет.

## Порядок присвоения
Почётные звания Российской Федерации присваиваются указами Президента Российской Федерации на основании представлений, внесённых ему по результатам рассмотрения ходатайства о награждении и предложения Комиссии при Президенте Российской Федерации по государственным наградам.

## История звания

### 1992 год
После изменения наименования государства с «Российская Советская Федеративная Социалистическая Республика» на «Российская Федерация» в наименовании почётного звания «Заслуженный работник торговли РСФСР» аббревиатура РСФСР была заменена словами Российской Федерации, при этом сохраняло силу Положение о почётном звании, утверждённое Указом Президиума Верховного Совета РСФСР от 15 июня 1966 года «Об установлении почётного звания заслуженного работника торговли РСФСР»".
С 1992 года почётное звание присваивалось указами Президента Российской Федерации.

### 1995 год
Указом Президента Российской Федерации от 30 декабря 1995 года № 1341 «Об установлении почётных званий Российской Федерации, утверждении положений о почётных званиях и описания нагрудного знака к почётным званиям Российской Федерации» было установлено почётное звание «Заслуженный работник торговли Российской Федерации» (с отменой Указа Президиума Верховного Совета РСФСР от 15 июня 1966 года). Тем же указом утверждено Положение о почётном звании.

### 2010 год
Почётное звание «Заслуженный работник торговли Российской Федерации» упразднено Указом Президента Российской Федерации от 7 сентября 2010 года № 1099 «О мерах по совершенствованию государственной наградной системы Российской Федерации».

## Нагрудный знак
Нагрудный знак имеет единую для почётных званий Российской Федерации форму и изготавливается из серебра высотой 40 мм и шириной 30 мм. Он имеет форму овального венка, образуемого лавровой и дубовой ветвями. Перекрещенные внизу концы ветвей перевязаны бантом. На верхней части венка располагается Государственный герб Российской Федерации. На лицевой стороне, в центральной части, на венок наложен картуш с надписью — наименованием почётного звания.
На оборотной стороне имеется булавка для прикрепления нагрудного знака к одежде. Нагрудный знак носится на правой стороне груди.

## Присвоение звания
После упразднения 7 сентября 2010 года звания его были удостоены ранее представленные к почётному званию лица (Указ Президента Российской Федерации от 8 сентября 2010 года № 1105).